# Валлах, Отто
Отто Валлах (нем. Otto Wallach; 27 марта 1847[…], Кёнигсберг — 26 февраля 1931[…], Гёттинген) — немецкий химик-органик. Лауреат Нобелевской премии по химии в 1910 году. Валлах был химиком-органиком, открыл несколько реакций получения гетероциклических соединений и красителей. Валлах активно занимался изучением химии терпенов, в том числе определением их структуры и синтезом этого класса веществ.

## Биография
Семья его отца, Герхарда Валлаха, перешла в лютеранство из иудаизма. Герхард Валлах был административным чиновником и работал в ранге старшего правительственного советника Восточной Пруссии. Мать, Отиллия Тома, была родом из Франш-Конте.
После рождения Отто семья переехала по работе отца сначала в Щецин, а позже, в 1853 году его отец стал директором Счетной палаты в Потсдаме и переехал в дом на Nauener Tor в Потсдаме. С 1856 года Отто Валлах учился латыни и греческому языку в Потсдамской гимназии и 30 марта 1867 года сдал выпускной экзамен. Во время обучения в гимназии молодой Валлах посещал клуб по изучению истории искусств и литературы. Как вспоминал сам Валлах: «Там я почувствовал первое незабываемое желание изучать искусство и его историю. Это желание указывало мне путь, ведущий от унылой равнины жизненных потребностей к безграничной высоте искусства». Валлах остался верен этому юношескому убеждению, и как одно из увлечений его более позднего периода он упоминает свое тяготение к бельгийской и голландской школам живописи. Многие из его отпускных поездок были посвящены изучению искусства, а в своем доме в Геттингене он собрал коллекцию акварелей различных художников.

### Образование
Он начал изучение химии еще будучи учеником гимназии, но в то время химия не преподавалась как отдельный предмет, а входила в состав общего курса физики. Как и многие восходящие химики того времени, Валлах начал свой путь в химии с "Schule der Chemie" Стекхарда и домашних экспериментов с простым оборудованием. Его семья, состоящая по большей части из юристов, не особо одобряла и принимала его интерес к естественным наукам, друзья тоже были настроены к его увлечениям достаточно скептично. Поэтому все были удивлены, когда весной 1867 года Валлах решил изучать химию в Геттингенском университете имени Георга Августа под руководством Фридриха Вёлера и продолжил обучение в Берлине с Августом Вильгельмом фон Гофманом. Там он также самостоятельно выучил английский, итальянский, испанский языки. Вскоре он вернулся в Геттинген, где в 1869 году у Ганса Хюбнера защитил докторскую диссертацию "О новых изомерных соединениях, полученных из толуола". После он вновь поехал в Берлин на заседание Немецкого химического общества, где познакомился со многими известными химиками того времени.
В 1870 году получил письмо от Августа Кекуле и принял его предложение о должности ассистента в Боннском университете им. Фридриха Вильгельма, где он пробыл фактически 19 лет с небольшими перерывами. После принятия предложения от Кекуле Валлах участвовал во франко-прусской войне 1870-1871 гг. в качестве помощника Красного Креста. В своих воспоминаниях он описал начало войны в Бонне. В 1871 году он вновь отправился в Берлин, где пытался закрепиться в качестве химика-эксперта в молодой и активно развивающейся на тот момент компании "АГФА", которая занималась производством хлораля и остальных достаточно вредных реактивов. Ядовитые газы фабрики пагубно сказались на его достаточно слабом здоровье, и Валлах подал в отставку и вернулся в Бонн на должность ассистента органической лаборатории Кекуле.

### Приват-доцент и профессор в Бонне
В апреле 1872 года Валлах устроился в Бонн к Кекуле на стажировку по органической химии в качестве ассистента (вместе с Людвигом Кляйзеном, Вильгельмом Кенигсом, Вальтером Спрингом) с перспективой последующей хабилитации. Там он обнаружил, что хлораль превращается в дихлоруксусную кислоту или сложный эфир дихлоруксусной кислоты при катализе цианид-ионами. Он расширил эту работу до диссертации и стал приват-доцентом 4 февраля 1873 года, а в начале 1876 года ему было присвоено звание профессора. 

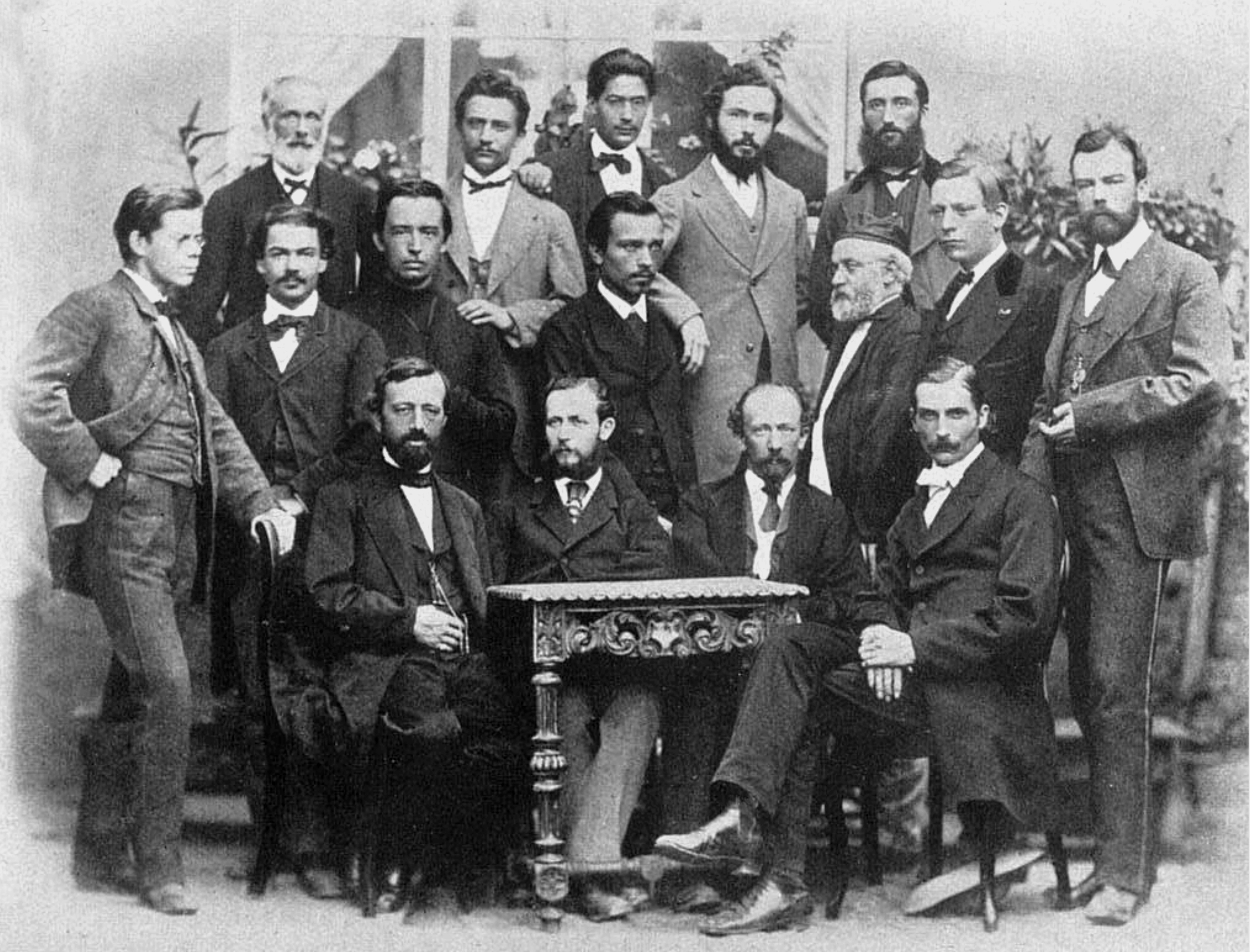
Валлах во время летнего семестра 1872 года

В Бонне Валлах начал читать лекции по аналитической химии, органической химии, теоретической химии и истории химических теорий, так что Кекуле очень положительно отзывался о Валлахе. С 1879 года Валлах преподавал фармацию, в которой разбирался самостоятельно с самых ее основ; именно занимаясь фармацией и лечебным делом, Валлах столкнулся с эфирными маслами, изучение которых привело к открытию и исследованию ряда новых соединений и созданию целого класса органических соединений. Так с 1884 года он включил в свои исследования эфирные масла и их составные части - терпены. На тот момент познания в области эфирных масел и их состава были настолько малы, что сам Валлах описывает это так: «Известно, что многочисленные так называемые эфирные масла являются смесями, состоящими по большей части из углеводородов терпеновой группы с кислородсодержащими соединениями, часто близкими к камфоре, в которых иногда есть бескислородные компоненты, а в других случаях преобладают кислородсодержащие составляющие. В результате исследования этих компонентов, выделенных из эфирных масел, был описан ряд соединений единого состава. Они носят разные имена в зависимости от их происхождения, но они не были исследованы экспериментально, не было определено, действительно ли они отличаются друг от друга или нет. Углеводороды состава С10Н16, а именно терпены камфен, цитрен, карвен, цинен, кайепутен, эвкалиптен, гесперидин и т. д. и т. д., упоминаются в таком количестве, что кажется маловероятным, что все они могут быть разными веществами. То же самое и с соответствующими кислородсодержащими продуктами состава С10Н18О, C10H16O  и т. д. »

### Профессор в Геттингене
С 1889 по 1915 год Валлах был директором Химического института в Геттингене. Там он стал инициатором расширения института и перестройки курса (в том числе регламента экзаменов), в который он включил теорию диссоциации и расширил объём изучения физической химии. Количество студентов, проходящих практику, увеличилось с 67 до 260 (1914). Валлах был занят наймом новых сотрудников для обучения, так в Геттингене появились Артур Кец (органический синтез), Юлиус Мейер (пулегеновая кислота), Вильгельм Бильц (химия терпенов и неорганическая химия), Альберт Гесс (химия терпенов), Карл Артур Шойнерт, Вальтер Борше (амид-, имидхлорид), Йоханнес Силиш, Генрих Винхаус, Карл Манних.
Основание физико-химического института в Геттингене под руководством Вальтера Нернста было инициировано министерским советником Фридрихом Альтхоффом. Густав Тамманн, а позже Рихард Зигмонди, взяли на себя руководство Институтом неорганической химии. Фердинанд Фишер получил собственный институт химической технологии. Влияние Валлаха сделало Геттинген самым важным учебным центром для химиков наряду с Берлином и Мюнхеном.
При Валлахе в Геттингене 219 докторантов получили докторские степени. Среди них были такие известные ученые, как Ганс Генрих Шлубах (впоследствии профессор в Гамбурге), Эрнст Шмитц (профессор физиологии в Бреслау), Артур Бинц (генеральный секретарь Немецкого химического общества), Уолтер Норман Хоуорс (исследования в области химии сахаров; лауреат Нобелевской премии), Фредерик Челленджер (профессор по химии в Лидсе), Юлиус Залкинд (профессор в Ленинграде), Эдвард Кремерс (профессор фармацевтики в Мэдисоне, США), Стефан Мойчо и Франц Зенковски.
В 1909 году была опубликована работа Terpenes und Camphor von Wallach, которая являлась для Валлаха сотой, юбилейной статьей об эфирных маслах. По случаю праздника Валлах воспользовался возможностью описать непосредственную причину его изначального интереса к этим веществам. В шкафу в частной лаборатории Кекуле стояли пятнадцать лет закрытые флаконы с эфирными маслами, которые Кекуле были закуплены для исследовательских целей, но не использовались. Кекуле удовлетворил просьбу Валлаха провести исследование таинственного содержимого флаконов со словами: «Да, возможно, из них можно сделать что-то...», сопровождаемыми ироничным смехом, который он издавал только тогда, когда считал, что кто-то находится на неправильном пути.  В 1909 году он был также избран президентом Немецкого химического общества.
В 1910 году Валлах был удостоен Нобелевской премии по химии; сам учёный узнал об этом из газеты. 
В 1912 году Валлах стал почетным членом Бельгийского химического общества. В ноябре 1912 года он получил медаль Дэви Лондонского королевского общества. Из-за Первой мировой войны ему отказали в продлении полномочий управления факультетом. Валлах должен был покинуть институт 31 июля 1914 года, за день до начала войны. Однако он оставался на своей должности вплоть до 1 октября 1915 года.
Валлах перенес инсульт в сентябре 1930 года, второй последовал в феврале 1931 года. Он умер 26 февраля 1931 года в Геттингене. Его могила находится на городском кладбище Геттингена, где помимо него похоронены другие лауреаты Нобелевской премии: Макс Борн, Отто Ган, Вальтер Нернст, Макс фон Лауэ, Макс Планк, Адольф Виндаус и Рихард Зигмонди.

## Научные достижения
В докторской диссертации описал мягкое окисление альдегидных групп (например, в хлорале) каталитическими количествами цианид-ионов до карбоновых кислот или сложных эфиров карбоновых кислот. Это очень мягкое окисление используется даже сегодня в слегка модифицированном варианте (окисление Кори) для очень чувствительных аллиловых спиртов в синтезе природных соединений. В качестве мягкого окислителя также может быть использован диоксид марганца; с его помощью карбоновая кислота или сложный эфир карбоновой кислоты также могут быть получены непосредственно из ненасыщенных спиртов.
Воздействием сероводорода на цианид-ион, Валлах открыл хризеан, соединение с тиазольным кольцом, в котором аминогруппа связана с тиокарбамидной.
Амидхлориды и имидхлориды могут быть получены из амидов кислот с помощью обработки пентахлоридом фосфора. Валлах открыл группу веществ - амидинов, проводя реакцию имидохлоридов с аммиаком или аминами. Таким образом, производные имидазола могут быть получены из амидов щавелевой кислоты.
В ходе дальнейших исследований он также смог получить тиамиды, которые можно легко алкилировать по атому серы, легко получая тиоэфиры или тиолы.
Другой областью научных интересов Валлаха были красители. Он открыл важные группы красителей - дизазо и трисазо соединения, которые можно было получить из азоксибензола изомеризацией. В результате этого открытия компания Agfa вскоре смогла вывести на рынок краситель резорцин коричневый. Затем рабочая группа также разработала моноацетилирование диаминов, что позволило диазотировать только одну аминогруппу.

### Терпены
Наиболее важные достижения Валлаха были сделаны в области химии терпенов. Он начал эту работу в 1884 году. Валлах написал 129 статей по химии терпенов для Liebigs Annalen.
Поскольку во времена работы Валлаха не было известно подходящих спектроскопических методов для определения структуры органических соединений, структурные формулы необходимо было проверять с помощью элементного анализа, показателя преломления, свойств соединения, реакций разложения или синтеза. Для этих работ было необходимо правильно отнести вещество к конкретному классу. Валлах также использовал температуры кипения, чтобы установить структуру веществ из группы терпенов. Первоначально самой важной целью было выделение терпенов с эмпирической формулой {\displaystyle {\ce {C10H16}}}.
В 1887 году Валлах вывел бициклическую структуру пинена (также дал имя этому терпену), которая почти соответствовала реальной структуре пинена. В результате многие другие терпены можно было разделить и классифицировать с использованием методов кристаллизации.
Ещё в 1885 г. Валлах подозревал, что терпены должны быть построены из одинаковых структурных блоков - звеньев изопрена. Он провёл важную работу по определению структур пинена, лимонена, цинеола, дипентена, терпинеола, пулегона, пинокарвона, кадинена и кариофиллена.
Он также исследовал такие перегруппировки, как превращение терпинолена в фелландрен, терпинен. Он исследовал превращения шестичленных кольец в пятичленные при обработке бромом, например пулегона - в пулеген и пулегеновую кислоту или циклогексанона - в циклопентанон.
Реакции расширения кольца были также исследованы Валлахом и его коллегой Х. Шредером. Важное значение имели работы по превращению карвона в эукарвон и превращению циклогексанола в циклогептанол с использованием реакции Реформатского-Зайцева .
Когда Валлах начал работать над эфирными растительными маслами, ингредиенты в каждом масле назывались по-разному. Прежде всего, он смог доказать, что некоторые соединения в ряде случаев были идентичными. Проводя реакции компонентов эфирных масел с галогеноводородами, Валлах, наконец, смог выяснить их структуру. Последующее развитие промышленного получения синтетических душистых веществ привело к краху монополии на классические, природные душистые вещества.
Новые возможности анализа впервые позволили установить стандарты качества в парфюмерной промышленности. Валлах установил биогенетическое изопреновое правило в 1887 году. Реакция Лейкарта-Валлаха названа в честь него и Рудольфа Лейкарта.
В качестве исследователя Валлах был очень дотошным и скрупулёзным учёным, очень часто он отдавал право публикаций и научных открытий молодым учёным, так как открывая то или иное соединение, устанавливая его структуру, он не стремился к публикации результатов или не считал нужным предавать огласке столь незначительные, по его мнению, результаты, пока сам в точности не будет уверен в правильности полученных данных. Валлах скептически относился к результатам, опубликованным в некоторых статьях, говоря, что доказательств просто недостаточно для столь категоричных утверждений. Он говорил, что научные результаты зависят лишь от темперамента исследователя, и не всегда то, что нарисовано на бумаге, является правдой, хотя и бывают исключения.

## Награды и почести

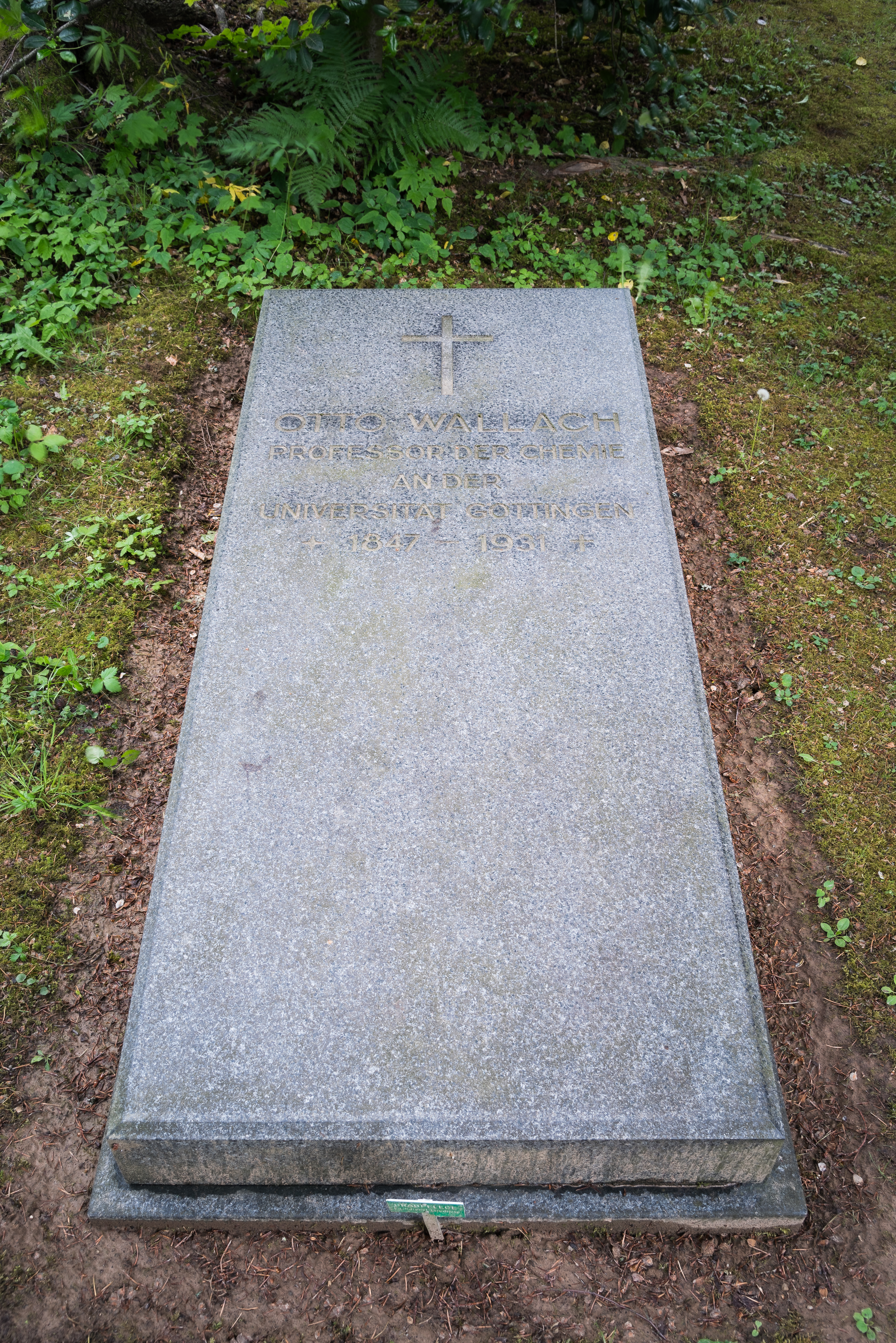
Могила Отто Валлаха на городском кладбище Геттингена

- 1885: член Немецкой академии наук Леопольдина [18]
- Медаль Котениуса 1889 г. Германской академии естествоиспытателей "Леопольдина"
- 1907: член-корреспондент Прусской академии наук
- 1909: Президент Немецкого химического общества
- 1909: Почетный доктор Манчестерского Университета
- 1910: Нобелевская премия по химии «В знак признаний его достижений в области развития органической химии и химической промышленности, а также за то, что он был первопроходцем в области алициклических соединений»
- 1911: большой III Орден Красного Орла
- 1912: почетный член Ассоциации немецких химиков
- 1915: Орден прусской короны 2 степени
- Почетное звание тайного советника

В память об Отто Валлахе компания Dragoco Gerberding & Co. AG из Хольцминдена учредила Фонд Отто Валлаха для Общества немецких химиков (GDCh) по случаю 70-летия со дня рождения его основателя К. В. Гербердинга в 1964 году. С 1966 по 2002 год GDCh наградил ученых из европейских стран памятной медалью Отто Валлаха за особые достижения в области изучения эфирных масел, терпенов и политерпенов, а также биохимических аттрактантов и репеллентов.
Химический факультет Геттингенского университета Георга Августа также отмечает особо выдающиеся достижения Премией Отто Валлаха.

## Работы
- Таблицы химического анализа. Вебер, Бонн, 1880 г. []

1. Поведение элементов и их связи. 1880. []
2. Методы поиска и разделения элементов. 2-е издание «Вспомогательных таблиц для химико-аналитического обучения» 1880 г. []

- Терпены и камфора. Подведение итогов собственных исследований в области алициклических соединений углерода. 2-е издание Лейпциг: фон Файт, 1914. оборот: []

## Личная жизнь
В отличие от многих ученых, Валлах всю жизнь был холостяком. Он жил в одиночестве в старом доме Вёлера, собирая картины, занимаясь наукой и искусством, с которыми шел вместе с самого детства до глубокой старости.

## Память
В честь Отто Валлаха в 1979 году назван кратер на Луне.